# 제34회 베를린 국제 영화제
제34회 베를린 국제 영화제는 1984년 2월 17일에 열린 시상식이다.

## 수상 및 후보

### 황금곰상
- 사랑의 행로 - 존 카사베츠 수상

### 은곰상:심사위원대상
- 멋진 드렛서 - 앨버트 피니 수상

### 은곰상:심사위원상
- 스트러글 비트윈 스나이프 앤드 머슬 - 진칭 후 수상

### 은곰상
- 렘베티코 - 코스타스 페리스 수상
- 맨 언더 서스피션 - 노버트 쿠켈만 수상

### 은곰상:감독상
- 발랜도 발랜도 - 에토레 스콜라 수상

### 은곰상:여자연기자상
- 워-타임 로맨스 - 인나 슈리코바 수상
- 플러트 - 모니카 비티 수상

### 황금곰상:단편영화상
- 바이시클 심포니 - 아케 산드그렌 수상

### 은곰상:공헌상
- 플러트 - 모니카 비티 수상